# Souleuvre
Die Souleuvre ist ein kleiner Fluss in Frankreich, der im Département Calvados in der Region Normandie verläuft. Sie entspringt im nördlichen Gemeindegebiet von Valdallière, entwässert in einer S-Kurve generell in nordwestlicher Richtung und mündet nach rund 19 Kilometern bei Souleuvre, im Gemeindegebiet von Souleuvre en Bocage als rechter Nebenfluss in die Vire.

## Orte am Fluss
(Reihenfolge in Fließrichtung)
- La Conardière, Gemeinde Valdallière
- Le Pont à l’Écrivain, Gemeinde Valdallière
- Montchamp, Gemeinde Valdallière
- Saint-Charles-de-Percy, Gemeinde Valdallière
- Le Tourneur, Gemeinde Souleuvre en Bocage
- Souleuvre, Gemeinde Souleuvre en Bocage

## Sehenswürdigkeiten
- Souleuvre-Viadukt – ehemalige Eisenbahnbrücke über die Souleuvre, erbaut Ende des 19. Jahrhunderts. Heute sind nur mehr die Stützpfeiler erhalten.

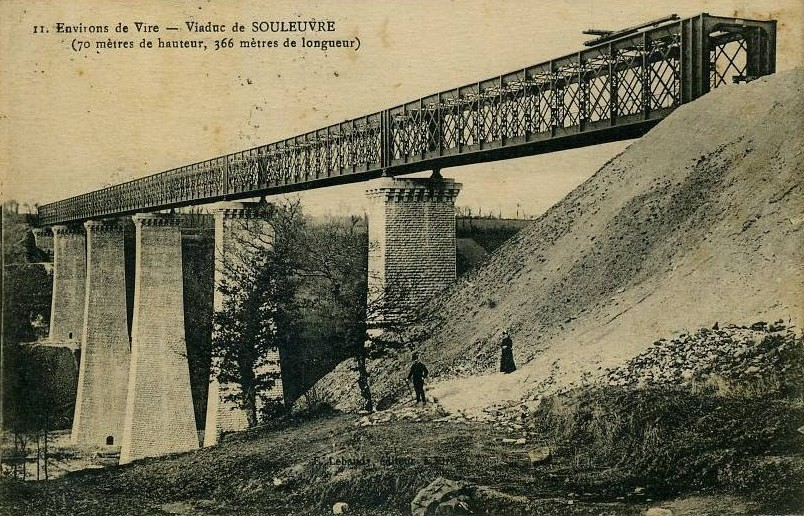
Eisenbahnbrücke einst
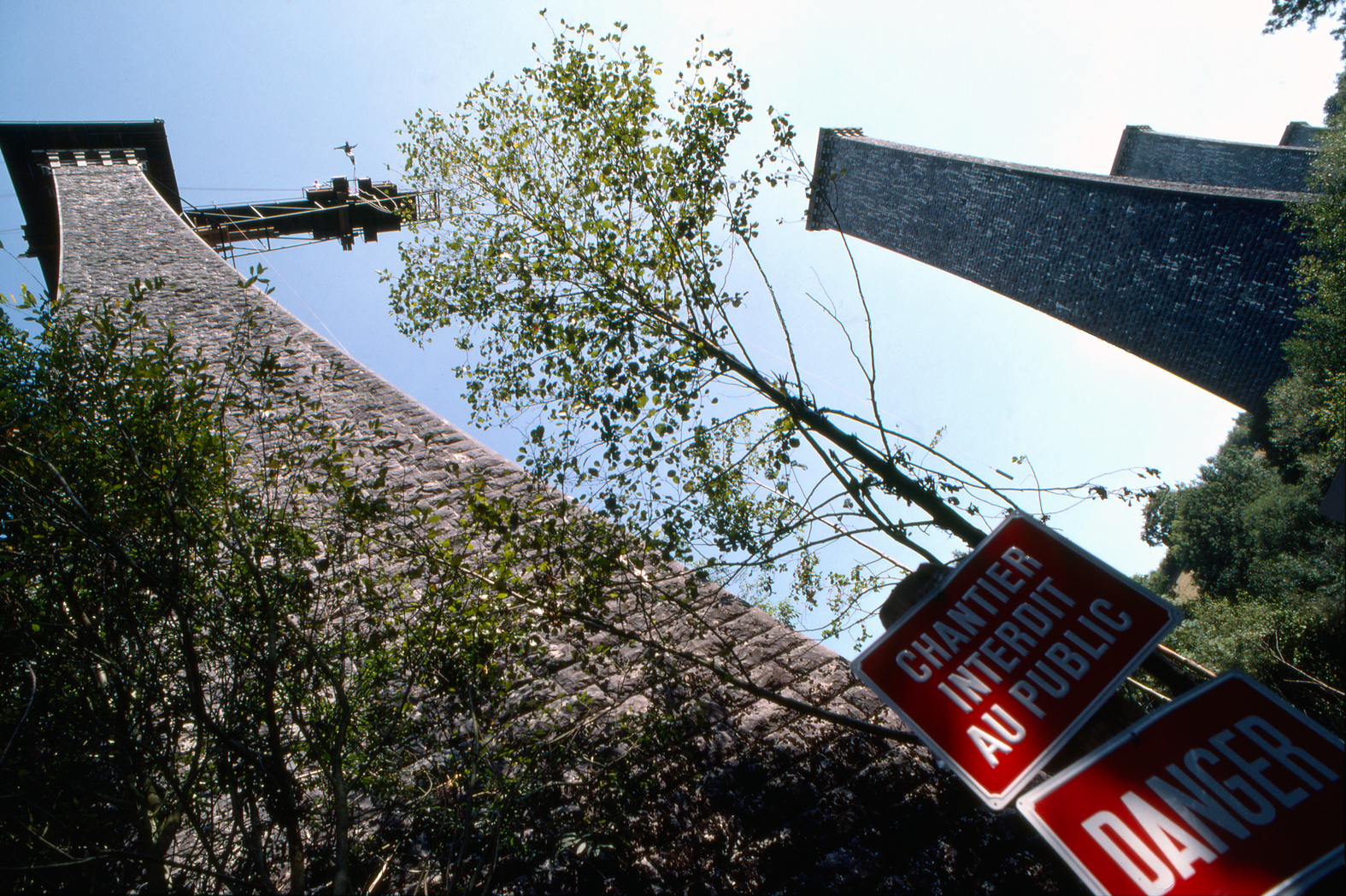
Bungee-Jumping jetzt